# Louis Lambillotte
Louis Lambillotte (Hamaide, Hainaut, Bèlgica, 27 de març de 1796 - París, Illa de França, 27 de febrer de 1855), fou un compositor i paleontògraf jesuïta belga.
Als set anys aprengué amb un abat italià rudiments de solfeig, piano i harmonia, i després va rebre lliçons d'orgue d'un religiós agustí, sent organista de l'església de Charleroi i de la de Saint-Dinant, successivament. El 1822 aconseguí la plaça de mestre de capella del convent de jesuïtes de Saint-Acheul on tingué com alumnes entre ells en Armand de Limnander de Nieuwenhove, i poc temps després ingressà en la Companyia, residint en diverses cases d'aquesta, dedicat exclusivament a la composició i als estudis musicals.
Quan Fétis, el 1842, cridà l'atenció dels eclesiàstics respecte a la necessitat de la restauració del cant pla, Lambillotte es distingí per la seva intervenció en les discussions que amb tal motiu s'originaren, demostrant més bona voluntat que encert, ja que no estava preparat per a ella. En efecte, sense posseir els coneixements necessaris, va recórrer les principals biblioteques d'Europa, i en el de Saint-Gall va creure trobar una còpia autentica de l'Antifonari de Sant Gregori, que publicà amb el títol de Antiphonaire de Saint Gregoire, fac-simile du manuscrit de Saint-Gall (VIIIe. Siègle) acconpagne:1.º D'une notice històriques; 2.º D'une dissertation donnant le clef du chant grégorién: 3.º De divers monuments, tableaux neumàtiques inèdits, etc. (París, 1851).
Investigacions posteriors, especialment les degudes al savi benedictí Schubiger, van demostrar que el manuscrit de Saint Gall, encara que interessant per la seva antiguitat, no és el que va creure Lambillotte.
Louis Lambillotte, tenia dos germans que també foren jesuïtes i músics en François (1802-1835) i en Joseph (1805-1842).